# Ralph de Hengham

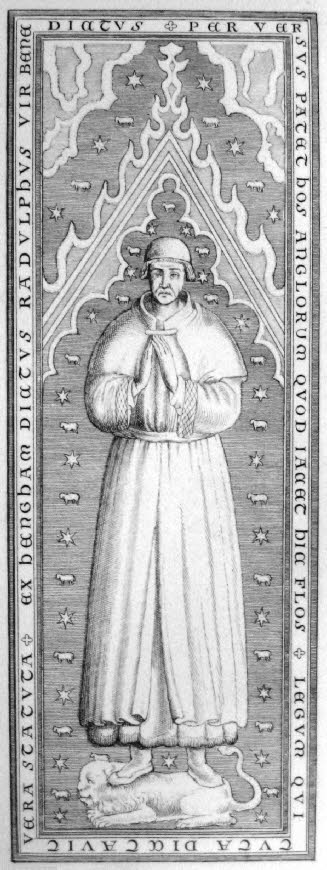
Das Grabdenkmal von Hengham in der Londoner St Paul’s Cathedral. Darstellung von 1658.

Ralph de Hengham (auch Ralph Hengham) (* vor 1235; † 18. Mai 1311) war ein englischer Richter und Geistlicher.

## Herkunft
Ralph de Hengham wurde 1235 oder wenige Jahre zuvor geboren. Nach älteren Angaben sollte er aus einer Familie der Gentry stammen, die sich nach Hingham in Norfolk benannte. Wahrscheinlicher ist aber, dass er sich nach Sible Hedingham in Essex nannte, wo er möglicherweise auch geboren wurde. Hengham wurde Geistlicher und trat vor 1255 als Schreiber in den Dienst des Richters Giles of Erdington, der wahrscheinlich Besitzungen bei Sible Hedingham hatte. Vor 1274 wurde er Rektor von Sible Hedingham, dieses Amt behielt er bis mindestens 1294. 1289 erwarb er zusammen mit seiner Schwester Clemencia Grundbesitz bei Toppesfield, das etwa fünf Kilometer von Sible Hedingham entfernt liegt. Dazu erwarb er weiteren Landbesitz im näheren Umfeld, was auf eine stärkere Bindung zu dem Ort hinweist.

## Aufstieg zum Chief Justice
Henghams erster Dienstherr Erdington war Richter am Common Bench. Erdington belohnte seine Dienste, indem er ihm 1264 die Pfründe der Kirche von Yardley bei Birmingham verschaffte. Sein Amtsvorgänger William of Hengham war vermutlich mit ihm verwandt und vielleicht sogar sein Vater gewesen. Vor 1260 wurde Hengham Schreiber am Court of King’s Bench, als dieser noch dem Justiciar Hugh Bigod unterstand. Dann trat Hengham in den Dienst des Richters Richard of Middleton. Möglicherweise begleitete er diesen 1262 während der von Martin of Littlebury geleiteten Gerichtsreise. Mit Sicherheit begleitete er Middleton, als dieser von 1268 bis 1269 selbst eine Gerichtsreise leitete. Im Juli 1269 wurde Middleton zum königlichen Kanzler ernannt. Wohl durch die Förderung seines nun mächtigen Dienstherrn, aber auch dank seiner eigenen Fähigkeiten stieg Hengham nun trotz seines immer noch geringen Alters selbst rasch auf. Im April 1271 wurde er zu einem der Richter ernannt, mit denen Master Roger of Seaton eine Gerichtsreise unternahm. Bereits im Mai 1272 leitete er selbst eine Gerichtsreise. Diese Gerichtsreisen wurden mit dem Tod von König Heinrich III. zunächst eingestellt, worauf Hengham 1273 zu einem der Richter des Common Bench wurde. Dazu diente er für etwa 18 Monate zusammen mit Walter de Heliun als Richter an Assize Courts in fünf Grafschaften der westlichen Midlands. Wohl durch Förderung durch Kanzler Robert Burnell wurde Hengham an Michaelis 1274 zum Chief Justice of the King’s Bench ernannt. Dieses Amt behielt er fünfzehn Jahre lang. Während dieser Zeit erließ der neue König Eduard I. zahlreiche neue Gesetze. Wahrscheinlich war Hengham zusammen mit anderen Richtern und Rechtsgelehrten an den Entwürfen der Gesetze beteiligt gewesen, doch es ist zweifelhaft, ob er die treibende Kraft hinter den Gesetzen war.

## Aufstieg als Geistlicher
Hengham hatte wohl als Belohnung für seine Dienste inzwischen zahlreiche Pfründen erhalten und war zu einem höheren Geistlichen aufgestiegen. Er war Kanoniker an den Kathedralen von Hereford, Lichfield und St Paul’s in London, hatte Pfründen in fünf weiteren Kollegiatstiften und weitere Pfründen in Pfarreien in zehn Grafschaften. Da er diese Pfründen entgegen den Bestimmungen des kanonischen Rechts zugleich hielt, hatte er erhebliche jährliche Einkünfte. Dazu erhielt er von sieben religiösen Gemeinschaften je eine jährliche Pension. Durch seine Einkünfte konnte er nicht nur in Essex, sondern auch in Cambridgeshire, Kent und Warwickshire umfangreichen Landbesitz erwerben. 1287 wurde Hengham von Bischof Giffard von Worcester zum Archidiakon von Worcester ernannt. Papst Nikolaus IV. beanspruchte jedoch die Ernennung für sich, da er das Amt an Francesco Napoleone Orsini vergeben wollte. Er drohte Giffard mit Suspension und Hengham mit der Exkommunikation, so dass Giffard Ende 1288 nachgab und Orsini als Archidiakon akzeptierte.

## Entlassung als Chief Justice
Als der König 1289 nach einem mehrjährigen Aufenthalt in den englischen Besitzungen in Südwestfrankreich nach England zurückkehrte, wurden zahlreiche Beschwerden und Klagen gegen führende Beamte und Richter erhoben. Eduard I. entließ zahlreiche Richter, darunter 1290 auch Hengham. Die Vorwürfe gegen Hengham waren dabei nicht besonders zahlreich oder schwerwiegend. In einem Fall wurde ihm aber ein Formfehler vorgeworfen, in einem weiteren Fall wurde ein Urteil von ihm aufgehoben. Hengham verteidigte sich aber energisch gegen weitere Vorwürfe und Beschuldigungen. Seine Urteile hatten in mindestens vier Berufungsverfahren Bestand. Dennoch wurde er als Richter entlassen und verhaftet. Um wieder freigelassen zu werden und um die Gunst des Königs zurückzugewinnen, musste er eine Strafe von 8000, vermutlich sogar 10.000 Mark zahlen. Die Strafe, die Hengham zahlen musste, war die höchste Strafzahlung, zu der der König einen Richter verurteilte. Angesichts der recht geringen Vorwürfe gegen Hengham könnte der König die Gelegenheit genutzt haben, um einen machtbewussten und unabhängigen, aber auch streitbaren Richter zu entlassen. Hengham zahlte die Strafe innerhalb der nächsten fünf Jahre, wozu er sich Geld von Kaufleuten aus Lucca leihen musste. Der Legende nach wurde mit dem Geld ein Uhrturm in Westminster errichtet.

## Rückgewinnung der Gunst des Königs
Über das Leben von Hengham nach seiner Entlassung ist nur wenig bekannt. Im November 1292 lebte er im St Thomas’ Hospital in Southwark. Im Februar 1294 war er im Kapitelhaus von Blackfriars in London bei einem Schiedsverfahren zwischen dem Abt von Ramsey und Bischof Roger de Meuland von Coventry anwesend. Schließlich gelang es ihm offenbar, die Gunst des Königs zurückzugewinnen, als er im September 1299 als Mitglied einer Kommission ernannt, die die Grenzen der königlichen Forste überprüfen sollte. Im September 1300 ernannte ihn Bischof Antony Bek von Durham zum Assizen-Richter im County Durham. Ende 1300 gehörte Hengham wieder dem königlichen Rat an und wurde zum Parlament geladen.

## Chief Justice des Common Bench
Nach dem Tod von John of Mettingham im Sommer 1301 wurde Hengham zu dessen Nachfolger als Chief Justice of the Common Pleas ernannt. Nach den Unterlagen war er nur während einer Sitzungsperiode 1302 abwesend, als er mit zwei Richtern in London war, wo das Parlament zusammengekommen war, während der Common Bench in York tagte. Als Richter suchte Hengham mindestens einmal wegen einer Verfahrensfrage den Rat von William Bereford. Einmal vertagte er ein Verfahren, um den mit über 30 Amtsjahren sehr erfahrenen Richter Elias Beckingham entscheiden zu lassen. Er selber erzählte offenbar gerne Anekdoten über Fälle und konnte sich als alter Mann noch an Verfahren aus der Mitte der 1250er Jahre erinnern. König Eduard II. bestätigte ihn 1307 in dem Amt, doch im März 1309 wurde Hengham durch William Bereford abgelöst. Er starb zwei Jahre später und wurde im Chorraum der St Paul’s Cathedral in London beigesetzt.

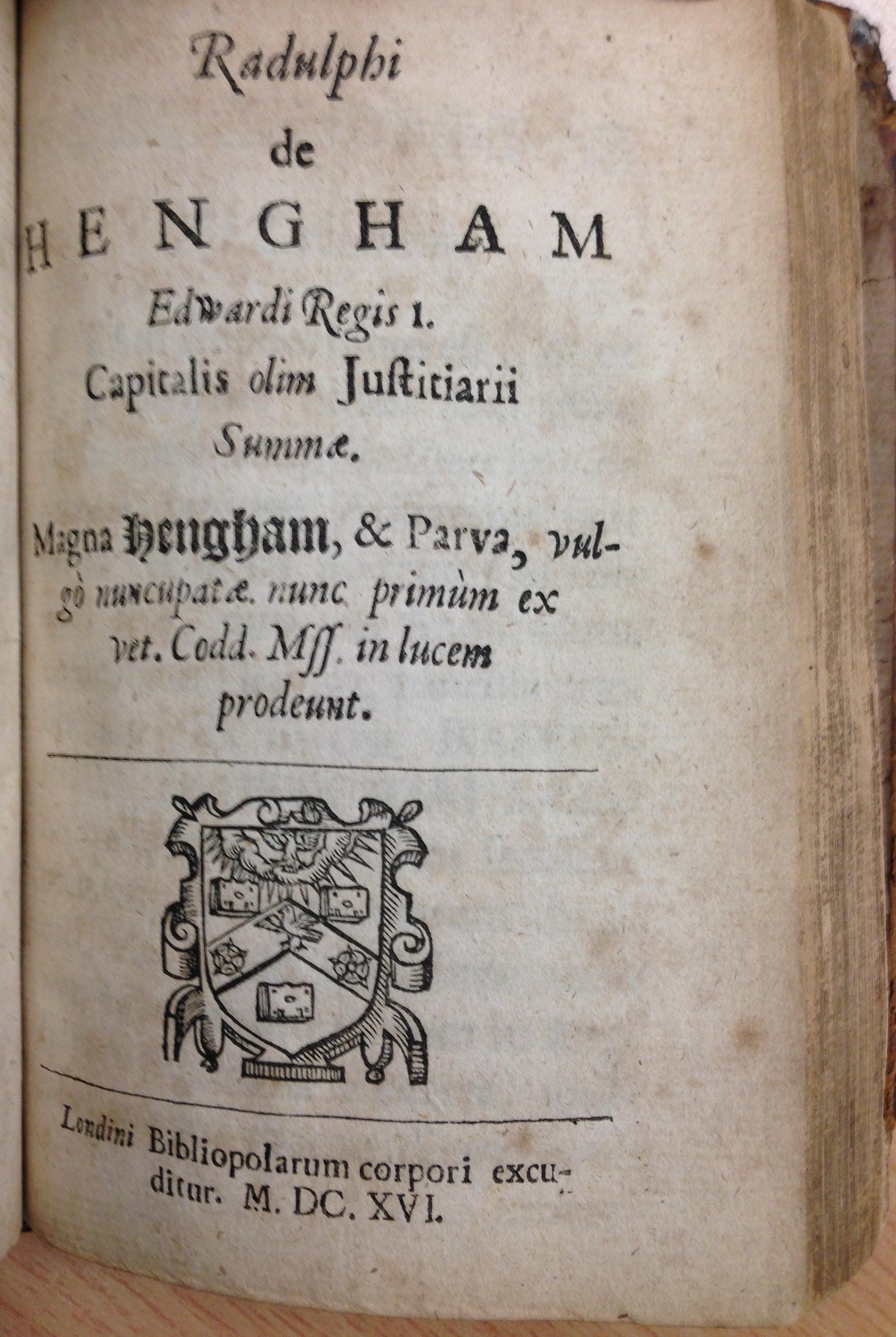
1660 gedruckte Ausgabe der Schriften von Hengham

## Werke
Hengham ist der erste Chief Justice, von dem bekannt ist, dass er nach der Urteilsverkündung seine Entscheidung für die anwesenden Studenten der Rechtswissenschaften begründete. Vermutlich ist er auch der Autor der zwischen 1285 und 1290 entstandenen Hengham Parva, die vermutlich aus einer Sammlung von Vorlesungen für Rechtsstudenten entstand. Ihm wird auch die Hengham magna, eine kurze, aber unvollendete Rechtsabhandlung zugeschrieben, was jedoch aufgrund des Stils und anderer formaler Gründe unwahrscheinlich ist. Eher war Hengham auch der Autor einer 1285 verfassten Schrift, die Richter in Northamptonshire über das Gesetz Quo warranto unterwies, sowie einer nach 1285 verfassten Schrift, die als Antwort auf eine Anfrage von irischen Richtern verfasst wurde.